# Numeração maia

Numerais maias.

O sistema de numeração maia adotado pela civilização pré-colombiana dos Maias é um sistema de numeração vigesimal, ou seja, tem base vinte.
Os numerais são representados por símbolos compostos por pontos e barras, sendo o zero a única exceção por ser representado pelo desenho de uma concha. Por exemplo, o número doze é escrito usando dois pontos na horizontal sobre duas barras também horizontais como mostra o diagrama. O símbolo "•" era usado até quatro vezes e o símbolo "–" era usado até três vezes.
Números superiores a dezenove são escritos na vertical seguindo potências de vinte em notação posicional. Por exemplo o número trinta e dois é escrito como um ponto seguido logo abaixo por dois pontos horizontais sobre duas barras, representando uma vintena e treze unidades.
Outro exemplo é o número 819 que pode ser decomposto em potências de vinte da seguinte forma:
{\displaystyle 819=2\times 20^{2}+0\times 20^{1}+19\times 20^{0}}
Portanto seria escrito de cima para baixo usando os numerais dois, zero e dezenove.
| vintenas de vintenas |    |     |
| vintenas             |    |     |
| unidades             |    |     |
| Número               | 32 | 819 |

O sistema de contagem vigesimal também influenciava calendário maia sendo o fechamento de um período de vinte anos um momento parecido com o fechamento de uma década para nós. Alguns calendários usavam um sistema modificado de contagem onde a terceira casa  vigesimal não denotava múltiplos de 20 × 20, mas sim de 18 × 20 pois assim era possível uma contagem aproximada da duração em dias do ano solar dado que 18 × 20 = 360.

## Adição e subtração
Adicionar e subtrair números abaixo de 20 usando numerais maias é muito simples. A adição é realizada combinando os símbolos numéricos em cada nível:
Se cinco ou mais pontos resultarem da combinação, cinco pontos serão removidos e substituídos por uma barra. Se resultarem quatro ou mais barras, quatro barras são removidas e um ponto é adicionado à próxima linha superior.
Da mesma forma com a subtração, remova os elementos do símbolo do subtraendo do símbolo do minuendo:
Se não houver pontos suficientes na posição do minuendo, uma barra é substituída por cinco pontos. Se não houver barras suficientes, um ponto é removido do próximo símbolo de minuendo mais alto na coluna e quatro barras são adicionadas ao símbolo de minuendo que está sendo trabalhado.

## Sistema vigesimal modificado no calendário maia

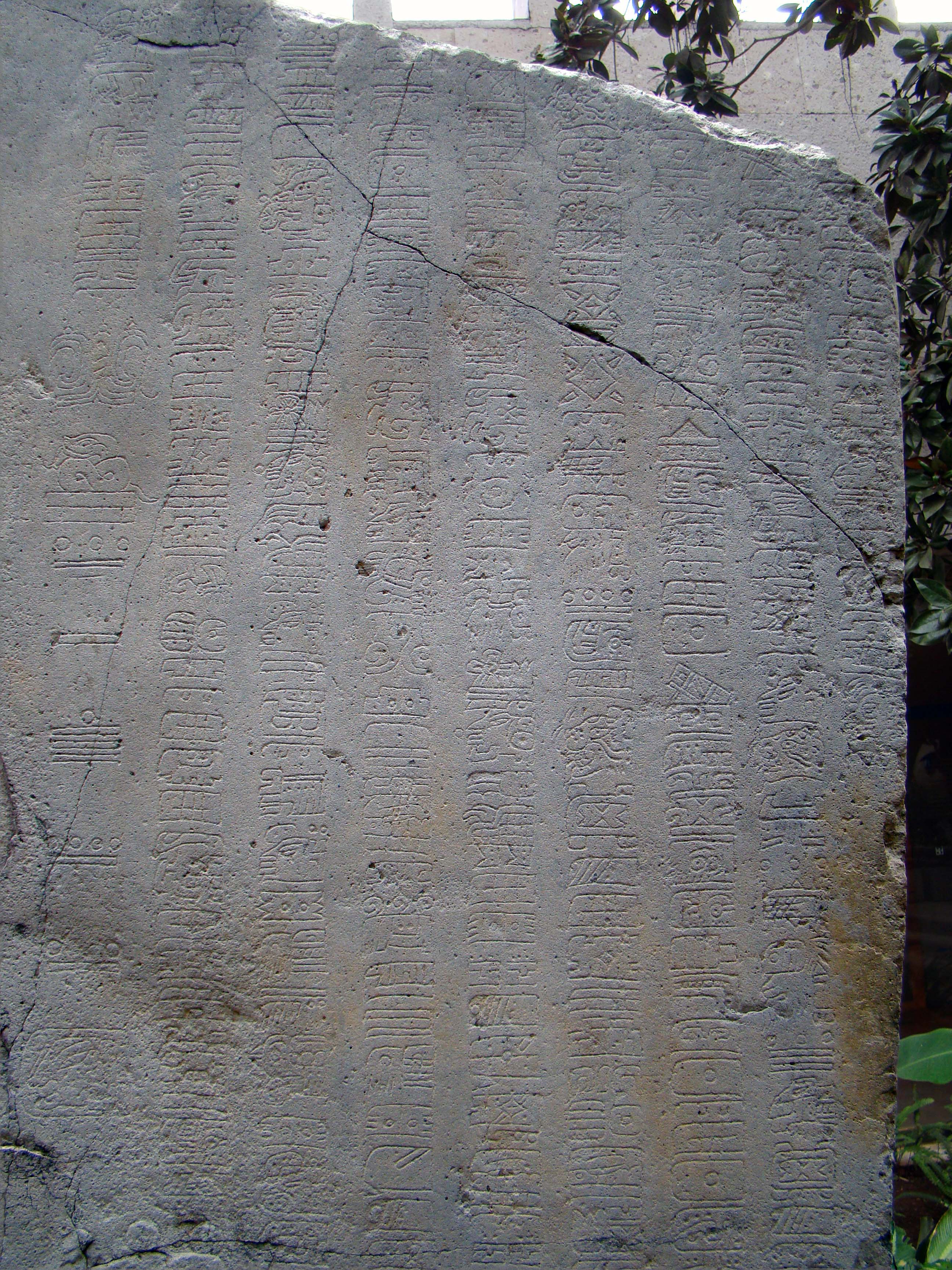
Detalhe mostrando nas colunas da direita glifos de La Mojarra Estela 1. A coluna da esquerda usa algarismos maias para mostrar uma data de contagem longa de 8.5.16.9.7 ou 156 CE.

A parte "Contagem Longa" do calendário maia usa uma variação nos algarismos estritamente vigesimais para mostrar uma data de Contagem Longa. Na segunda posição, apenas os dígitos até 17 são usados, e o valor de lugar da terceira posição não é 20×20 = 400, como seria esperado, mas 18×20 = 360, de modo que um ponto sobre dois zeros significa 360. Presumivelmente, isso ocorre porque 360 é aproximadamente o número de dias em um ano. (Os maias tinham, no entanto, uma estimativa bastante precisa de 365,2422 dias para o ano solar, pelo menos desde o início da era clássica.) As posições subsequentes usam todos os vinte dígitos e os valores de lugar continuam como 18×20×20 = 7 200 e 18×20×20×20 = 144 000, etc.
odos os exemplos conhecidos de grandes números no sistema maia usam este sistema "vigesimal modificado", com a terceira posição representando múltiplos de 18×20. É razoável supor, mas não comprovado por nenhuma evidência, que o sistema normal em uso era um sistema de base 20 puro.

## Origens
Várias culturas mesoamericanas usaram numerais semelhantes e sistemas de base vinte e o calendário mesoamericano de contagem longa exigindo o uso de zero como um espaço reservado. A data de contagem longa mais antiga (em Estela 2 em Chiapa de Corzo, Chiapas) é de 36 a.C.
 

Uma vez que as oito primeiras datas de contagem longa aparecem fora da terra natal maia, supõe-se que o uso do zero e do calendário de contagem longa antecedeu os maias, e foi possivelmente a invenção dos olmecas. De fato, muitas das primeiras datas de contagem longa foram encontradas no coração olmeca. No entanto, a civilização olmeca havia chegado ao fim no século IV a.C., vários séculos antes das primeiras datas conhecidas da contagem longa – o que sugere que zero não foi uma descoberta olmeca.